# Richard Muther
Richard Muther (født 25. februar 1860 i Ohrdruf, død 23. juni 1909 i Wölffelsgrund, Schlesien) var en tysk kunsthistoriker.
Muther tog 1881 doktorgraden på Anton Graff og blev fra 1895 professor i kunsthistorie i Breslau. Sammen med Georg Hirth skrev han Meisterholzschnitte aus vier Jahrhunderte (1888—93), ligesom to ciceroner til Berlins og Münchens museer. I 1893 udkom Geschichte der Malerei im 19. Jahrhundert (München, 3 dele, 1893—94), et let flydende og fængslende skrevet arbejde, der gjorde ualmindelig stor lykke, men også vakte kritik, idet Muther til sine karakteristikker med stor behændighed og kunstnerisk evne benyttede andre forfatteres værker i næsten ordret gengivelse.
Videre må nævnes Ein Jahrhundert französischen Malerei (1901), Studien und Kritiken (1901—02), Geschichte der englischen Malerei (1903), Geschichte der belgischen Malerei (1904), Rembrandt (samme år) og Courbet (1908). Hans i 5 små dele udgivne Geschichte der Malerei udkom 1909 efter hans død i 3 dele (ført op til nutiden).